# Калгун (округ, Айова)
Шаблон:StateAbbr_ 42°23′10″ пн. ш. 94°38′50″ зх. д. / 42.386111111111° пн. ш. 94.647222222222° зх. д.
Округ  Калгун (англ. Calhoun County) — округ (графство) у штаті  Айова, США. Ідентифікатор округу 19025.

## Історія
Округ утворений 1851 року.

## Демографія
За даними перепису 
2000 року 
загальне населення округу становило 11115 осіб, усе сільське.
Серед мешканців округу чоловіків було 5505, а жінок — 5610. В окрузі було 4513 домогосподарства, 3015 родин, які мешкали в 5219 будинках.
Середній розмір родини становив 2,87.
Віковий розподіл населення поданий у таблиці:
| Стать    | До 15 років | 15-21 | 22-29 | 30-39 | 40-49 | 50-65 | 65-85 | Понад 85 |
| -------- | ----------- | ----- | ----- | ----- | ----- | ----- | ----- | -------- |
| Чоловіки | 1024        | 509   | 436   | 741   | 949   | 863   | 872   | 111      |
| Жінки    | 996         | 477   | 326   | 624   | 835   | 877   | 1156  | 319      |

## Суміжні округи
- Покахонтас — північ
- Вебстер — схід
- Грін — південний схід
- Керролл — південний захід
- Сак — захід

## Виноски
1. ↑  U.S. Decennial Census. United States Census Bureau. Архів оригіналу за 26 квітня 2015. Процитовано 14 липня 2014.
2. ↑  Historical Census Browser. University of Virginia Library. Архів оригіналу за 12 грудня 2009. Процитовано 14 липня 2014.
3. ↑  Population of Counties by Decennial Census: 1900 to 1990. United States Census Bureau. Архів оригіналу за 22 квітня 2014. Процитовано 14 липня 2014.
4. ↑  Census 2000 PHC-T-4. Ranking Tables for Counties: 1990 and 2000 (PDF). United States Census Bureau. Архів оригіналу (PDF) за 18 грудня 2014. Процитовано 14 липня 2014.
5. ↑  State & County QuickFacts. United States Census Bureau. Архів оригіналу за 7 липня 2011. Процитовано 14 липня 2014.(англ.) Наведено за англійською вікіпедією.
6. ↑  American FactFinder. Бюро перепису населення США. Архів оригіналу за 29 липня 2011. Процитовано 31 січня 2008.

| США | Це незавершена стаття з географії США. Ви можете допомогти проєкту, виправивши або дописавши її. |